# Naples (film)
Naples (Napoli, titolo italiano) è un cortometraggio muto documentaristico girato per le strade di Napoli dai fratelli Lumière.

## Trama
Il film è composto da varie riprese che fanno vedere la vita quotidiana di Napoli  effettuate a via Marina, via Toledo, al porto con vista il Vesuvio ed infine a Borgo Santa Lucia.